# Symfonie nr. 55 (Haydn)
De Symfonie nr. 55 is een symfonie van Joseph Haydn, gecomponeerd in 1774. De symfonie heeft sinds de 19de eeuw als bijnaam Der Schulmeister of De Schoolmeester. De bijnaam verwijst naar het tweede deel, waarin het ritme de wijzende vinger van een schoolmeester suggereert.

## Bezetting
- 2 hobo's
- 1 fagot
- 2 hoorns
- Strijkers

## Delen
Het werk bestaat uit vier delen:
1. Allegro di molto
2. Adagio ma semplicemente
3. Menuetto en trio
4. Finale: Presto

1 · 2 · 3 · 4 · 5 · 6 (Le Matin) · 7 (Le Midi) · 8 (Le Soir) · 9 · 10 · 11 · 12 · 13 · 14 · 15 · 16 · 17 · 18 · 19 · 20 · 21 · 22 (De Filosoof) · 23 · 24 · 25 · 26 (Lamentatione) · 27 · 28 · 29 · 30 (Halleluja) · 31 (Hoornsignaal) · 32 · 33 · 34 · 35 · 36 · 37 · 38 (Echo) · 39 · 40 · 41 · 42 · 43 (Mercurius) · 44 (Treursymfonie) · 45 (Afscheidssymfonie) · 46 · 47 (Palindroom) · 48 (Maria Theresia) · 49 (La Passione) · 50 · 51 · 52 · 53 (L'Impériale) · 54 · 55 (De schoolmeester) · 56 · 57 · 58 · 59 (Vuursymfonie) · 60 (Il distratto) · 61 · 62 · 63 (La Roxelane) · 64 (Tempora mutantur) · 65 · 66 · 67 · 68 · 69 (Laudon) · 70 · 71 · 72 · 73 (La chasse) · 74 · 75 · 76 · 77 · 78 · 79 · 80 · 81

88 · 89 · 90 · 91 · 92 (Oxford)

- Bibliothèque nationale de France: cb13913311j (data)
- Gemeinsame Normdatei: 300070292
- Library of Congress Control Number: no92006986
- MusicBrainz work: e0eca33f-95cd-4dba-b0ca-ba79337be03d
- Virtual International Authority File: 294769672